# 梅雷尼鄉 (康斯坦察縣)
44°1′54″N 28°22′57″E / 44.03167°N 28.38250°E
梅雷尼鄉（羅馬尼亞語：Comuna Mereni, Constanța），是羅馬尼亞的鄉份，位於該國西南部，由康斯坦察縣負責管轄，面積66平方公里，海拔高度73米，2007年人口2,302，人口密度每平方公里35人。